# Lagoon Point
Der Lagoon Point (englisch für Lagunenspitze) ist eine Landspitze an der Nordküste Südgeorgiens. Sie liegt östlich der Einfahrt zur Little Jason Lagoon im Jason Harbour. 
Wissenschaftler der britischen Discovery Investigations kartierten sie 1929 und gaben ihr den Namen Bluff Point. Dagegen ist sie auf einer Landkarte der britischen Admiralität aus dem Jahr 1930 unter ihrem heute gültigen Namen verzeichnet.